# Harold Davis
Pour les articles homonymes, voir Harold Davis (football) et Davis.
Harold « Hal » Davis (né le 5 janvier 1921 à Salinas et mort le 12 août 2007 à Lakeport (Californie)) est un athlète américain spécialiste du sprint et ancien détenteur du record du monde du 100 mètres. 

## Biographie
Révélé en 1940 lors de ses victoires sur 100 yards et 220 yards aux Championnats de l'AAU, Harold Davis se distingue dès l'année suivante à Compton en égalant le record du monde du 100 mètres de 10 s 2 détenu depuis les Jeux olympiques de 1936 par son compatriote Jesse Owens. 
Il remporte six nouveaux titres nationaux individuels de 1941 à 1943, et réalise le doublé 100 yards-220 yards lors des Championnats NCAA de 1942 et 1943. 
Mobilisé pendant la Seconde Guerre mondiale, il met un terme à sa carrière d'athlète en 1943.
En 1974, il est élu au Temple de la renommée de l'athlétisme des États-Unis.